# Eden (película)
Eden es una película de romance, guerra y drama de 2001, dirigida por Amos Gitai, que a su vez la escribió junto a Marie-Jose Sanselme y Nick Villiers, el guion es una adaptación de la novela Homely Girl de Arthur Miller, los protagonistas son Samantha Morton, Thomas Jane y Luke Holland, entre otros. El filme se estrenó el 29 de agosto de 2001.

## Sinopsis
Samantha y Dov Ernst, son dos sionistas de Estados Unidos que se fueron a Palestina. Kalkofsky, judío alemán y vendedor de libros, su familia quedó en Europa, hospeda a Silvia, una joven subversiva que enfrenta el dominio inglés.